# Рыскалов, Бахит
Бахыт Рыскалов (каз. Бақыт Рысқалов; 1902; Аральский район, Кызылординская область, Казахская ССР — 1955; Кызылорда, Казахская ССР) — советский и казахский хозяйственный деятель, Герой Социалистического Труда (1948). Заслуженный сельскохозяйственный работник Казахской ССР (1947).

## Биография
Бакыт Рыскалов родился в 1902 году в селе, вошедшем в состав сельского совета Аманоткель Кызылординской области.
С 1921 по 1937 годы — рыбак, затем бригадир в рыболовном колхозе «Аманоткель».
С 1938 по 1941 годы — директор рыбного завода «Боген».
С 1941 по 1953 годы — председатель колхоза «Тастубек» Аральского района.
С 1953 по 1955 годы — председатель исполкома Богенского сельского совета и депутат богенского сельского совета.
С 1938 по 1946 годы — депутат Верховного Совета Казахской ССР I созыва от Кызылординской области Камышлы-Башский избирательный округ № 95.
Член Кызылординского обкома партии, избран делегатом IV, V и VI съездов компартии Казахстана.
Указом Президиума Верховного Совета СССР от 23 июля 1948 года была вручена Золотая Звезда Героя Социалистического Труда и высший орден Ленина.
Награждён орденом «Знак Почета», почётными грамотами Верховного президиума Казахской ССР и медалями.